# Pachinko - La moglie coreana
Pachinko - La moglie coreana (Pachinko) è una serie televisiva statunitense distribuita dal 25 marzo 2022 su Apple TV+. La serie ha ricevuto recensioni ampiamente positive da parte della critica, con particolare apprezzamento per fotografia, dialoghi e performance del cast. La seconda stagione è andata in onda dal 23 agosto 2024.

## Trama
Corea, Protettorato giapponese, 1915.
Sunja, figlia di una locandiera e di un contadino, nasce e cresce nella Corea, dove i giapponesi stanno iniziando a mostrare l'atroce disegno di dominio assoluto sul popolo coreano, che finirà tragicamente solo trent'anni dopo.
Sunja ha un carattere forte e tenta di rifiutarsi a sottostare alle imposizioni dei futuri dittatori, per questo viene notata da Koh Hansu (Lee Min-ho), un giovane coreano che ha fatto fortuna in Giappone.
Dopo essersi innamorati, Sunja scopre di aspettare un bambino. Koh Hansu le promette una vita agiata e senza preoccupazioni, ma purtroppo è già sposato in Giappone (un matrimonio di convenienza), per cui non può sposare Sunja. Sunja decide quindi di interrompere il loro rapporto e Koh Hansu riparte per il Giappone.
Un giorno, Sunja e sua madre soccorrono un giovane pastore della chiesa che, malato, trova riparo nella loro locanda. Nel periodo in cui il giovane è convalescente, nasce un sentimento tra i due: il pastore si offre di proteggerla e amarla e le propone di trasferirsi in Giappone, ad Osaka, dove vive la famiglia di suo fratello. Il pastore crede e spera di offrire a Sunja una vita migliore di quella che sta vivendo in Corea, ma non sa che le cose per i coreani, che vivano in Corea o che siano emigrati in Giappone, peggioreranno sempre di più.
Solo la forza e la determinazione della ragazza, aiutata anche da un angelo custode che protegge lei e suo figlio, la porteranno a superare mille ostacoli fino a ritrovarla coi suoi discendenti negli anni '90, in una Corea divisa dopo la guerra e in un Giappone sconfitto e pacifico, che non ha ancora perso lo stupido sentimento di superiorità e disprezzo che prova verso il popolo coreano.